# Пятов, Александр Владимирович
Алекса́ндр Влади́мирович Пя́тов (укр. Олександр Володимирович П'ятов; род. 1996, Первома́йск, Николаевская область) — украинский футболист, полузащитник клуба «Ингулец».

## Биография
Родился в городе Первомайске, Николаевская область. Воспитанник БВУФК (Бровары), первый тренер — Андрей Кривогуз. В ДЮФЛУ, кроме броварского клуба, выступал за белоцерковский Арсенал".
В 2014 году перешел в «Галицию» (Большой Дорошей), где сначала выступал за юношескую футбольную и юношескую футзальную команды. В следующем году переведён в первую футбольную команду, которая выступала в чемпионате Львовской области. Осенью 2015 года перешёл во львовскую футзальную команду «Добрый Вечер». В начале апреля 2016 года перешел в «Николаев», выступавший в чемпионате Львовской области.
В начале ноября 2017 года перебрался в «Реал Фарму». В футболке одесского клуба дебютировал 5 августа 2016 года в ничейном (2:2) домашнем поединке 3-го тура Второй лиги Украины против франковского «Тепловика». Александр вышел на поле в стартовом составе, а на 72-й минуте его заменил Александр Машнин. Дебютным голом на профессиональном уровне отметился 19 августа 2016 года на 84-й минуте победного (4:1) домашнего поединка 5-го тура Второй лиги Украины против новокаховской «Энергии». Пятов вышел на поле в стартовом составе и отыграл весь матч. Во Второй лиге Украины в общей сложности сыграл 39 матчей (2 гола), ещё 3 поединка провел за одесский клуб в кубке Украины. 7 ноября 2017 года «Реал Фарма» расторг контракт с футболистом.
В конце марта 2018 года стал игроком «Мира». В футболке горностаевского клуба дебютировал 31 марта 2018 года в ничейном (0:0) домашнем поединке 23-го тура Второй лиги Украины против «Никополя». Александр вышел на поле на 76-й минуте, заменив Дениса Бондаренко. В составе «Мира» провёл полтора сезона, за это время во Второй лиге Украины сыграл 32 матча, ещё 1 поединок отыграл в кубке Украины.
8 июля 2019 года, после успешного пересмотра, заключил договор с «Горняком». В футболке криворожского клуба дебютировал 27 июля 2019 года в победном (4:1) домашнем поединке 1-го тура группы Б Второй лиги Украины против одесского «Черноморца-2». Александр вышел на поле в стартовом составе, а на 69-й минуте его заменил Андрей Шмат. В сезоне 2019/20 сыграл за «Горняк» во Второй лиге 17 матчей, ещё 1 поединок провёл в кубке Украины. В преддверии старта сезона 2020/21 стал одним из футболистов «Горняка», перешедших в возрожденный «Кривбасс». За новую команду дебютировал 26 августа 2020 года в победном (4:2) домашнем поединке кубка Украины против «Черкащины-Академии». Пятов вышел на поле в стартовом составе, на 24-й и 71-й минутах отличился своими первыми голами в команде, а на 79-й минуте его заменил Игорь Яровой. Во Второй лиге Украины дебютировал за «Кривбасс» 5 сентября 2020 года в победном (1:0) выездном поединке 1-го тура группы Б против своего бывшего клуба, одесского «Реал Фарма». Алексей вышел на поле в стартовом составе, на 36-й минуте отличился своим первым голом за «Кривбасс» во Второй лиге, а на 81-й минуте его заменил Андрей Шмат. Помог криворожцам стать серебряными призерами группы Б Второй лиги и повыситься в классе. В Первой лиге Украины дебютировал 25 июля 2021 года в победном (4:1) домашнем поединке 1-го тура против донецкого «Олимпика». Пятов вышел на поле на 62-й минуте, заменив Вячеслава Рябова.